# Макаренко Леся Леонідівна
Ле́ся Леоні́дівна Мака́ренко (нар. 6 травня 1971 року, Київ) — педагог, доктор педагогічних наук (2013), професор (2014). 

## Біографічні дані
Народилася 6 травня 1971 року в Києві.
У 1995 році закінчила педагогічний, а у 1998 році філологічний факультети Національного педагогічного університету, де відтоді й працює: з 2012 року — професор кафедри інформаційних систем і технологій. Очолює редакційний відділ НПУ.

## Наукова робота
Наукові дослідження: інформатизація освіти, інформаційно-технологічна компетентність, комп'ютерна грамотність, соціальна інформатика, теорія та методика навчання з використанням засобів ІКТ.

### Основні праці
За ЕСУ:
- Комп’ютерна грамотність: теорія і практика. — К., 2008;
- Професійна підготовка майбутніх інженерів-педагогів у галузі охорони праці з використанням комп’ютерних технологій. — К., 2012 (співавтор);
- Теоретичні та методичні основи формування інформаційної культури майбутнього педагога. — К., 2012;
- Педагогічний веб-дизайн. — Х., 2015 (співавтор)[1].